# Gioconda de Vito

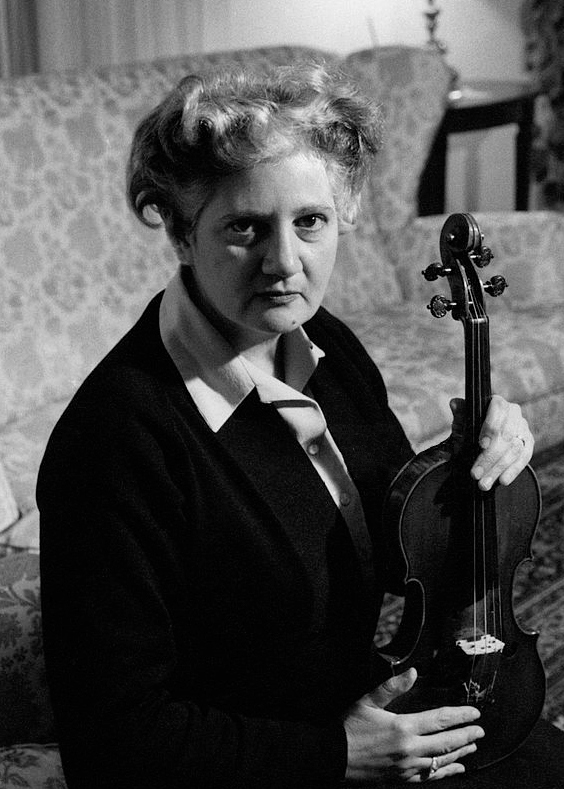
Gioconda de Vito en 1961

Gioconda de Vito (26 de julio de 1907 – 14 de octubre de 1994) fue una violinista clásica ítalo-británica (en determinadas fuentes también figuran las fechas del 22 de junio de 1907 y el 24 de octubre de 1994)

## Biografía
Fue la mayor de cinco hijos y nació en la ciudad de Martina Franca, en el sur de Italia, en el seno de una familia de vinateros. En principio tocó el violín de forma autodidacta, habiendo recibido sólo lecciones de teoría musical del director de la banda local. Su tío, violinista profesional residente en Alemania, la escuchó intentando interpretar un concierto de Charles Auguste de Bériot cuando sólo tenía ocho años y decidió darle clases él mismo. A los 11 años ingresó en el Conservatorio Estatal de Música "Gioacchino Rossini" de Pesaro para estudiar con Remy Principe. Se graduó a los 13 años y comenzó una carrera como solista y a los 17 años se convirtió en profesora de violín en el recién fundado conservatorio de Bari. En 1932, con 25 años, ganó la primera competición internacional de violín en Viena. Tras interpretar la Partita para violín n.º 2 de Bach, Jan Kubelik subió al escenario y le besó la mano (más adelante aparecería bajo la batuta del hijo de Kubelik, Rafael).
Después dio clases en Palermo y Roma, en la Academia Nacional de Santa Cecilia. Poco antes había sido presentada a Benito Mussolini, que admiraba mucho su forma de interpretar, y utilizó su influencia para asegurarla el puesto en Roma. La Segunda Guerra Mundial interrumpió lo que de otro modo habría sido el periodo más productivo de su pujante carrera. En 1944 se le concedió el honor único de un puesto vitalicio como profesora en la Academia.
En 1944 estrenó el Concierto para violín de Ildebrando Pizzetti. Realizó la primera de sus relativamente pocas grabaciones después de la guerra. En 1948 se presentó en Londres con Victor de Sabata tocando el Concierto para violín de Brahms. Tuvo un gran éxito y condujo a interpretaciones en el Festival de Edimburgo y con colegas como Yehudi Menuhin, Isaac Stern y Arturo Benedetti Michelangeli. En 1953 era ya considerada la primera violinista de Europa, mientras que seguía siendo prácticamente desconocida en los Estados Unidos.
Tocó con Wilhelm Furtwängler varias veces y tuvo una gran afinidad con su modo de interpretar. En 1953 ambos ejecutaron una sonata de Brahms en Castel Gandolfo para el papa Pío XII; la elección de la obra de Brahms fue del propio papa. Al año siguiente tocó el Concierto para violín de Mendelssohn para el pontífice. Un miembro de la audiencia más tarde la envió una carta en la que decía que había dejado de ser ateo, pues su interpretación del movimiento lento le había hecho darse cuenta de que existía Dios.
Durante ese concierto tuvo consciencia de que había alcanzado la cumbre de su carrera y decidió retirarse en sólo tres años. Le contó al papa su decisión. Pío XII intentó disuadirla durante una hora, diciéndola que era demasiado joven para retirarse tan pronto, pero fue en vano. Mas aún tenía tres años. En ese tiempo, Gioconda de Vito colaboró con Edwin Fischer, que estaba cerca del final de su carrera. Durante sus sesiones de grabación de las sonatas números 1 y 3 de Brahms él requirió atención médica. La sonata n.º 2 la grabó con Tito Aprea en 1956, después de que registrasen exitosamente la Sonata Kreutzer de Beethoven y la Sonata en la mayor de Franck. Fischer murió en 1960.
Se retiró en 1961, con 54 años nada más, no sólo de las apariciones en conciertos, sino de cualquier forma de tocar el violín. Ni siquiera se decantó por la enseñanza. En una ocasión, estando de vacaciones en Grecia, se encontró con Yehudi Menuhin en una playa y aceptó tocar algunos dúos con él en su villa. Cuando volvieron allí, él se dio cuenta de que no tenía un violín de repuesto, de modo que esa única oportunidad de volver a tocar no llegó a nada. ¿Qué podrían haber interpretado? Tenemos la suerte de disponer de la grabación de 1955 del Dúo en sol mayor de Viotti con Menuhin -un día antes también grabaron la Sonata en trío en sol menor de Handel con John Shinebourne en el violonchelo y Raymond Leppard en el clave. Ambas grabaciones se pueden encontrar en el disco n.º 41 de "Menuhin - The Great EMI Recordings". Dos años antes, Menuhin, de Vito y Shinebourne se unieron al clavecinista Georg Malcolm en la Sonata para dos violines y continuo Op. 5 n.º 2 de Handel (Grabaciones completas en EMI, en una edición coreana de 2013); todas estas grabaciones tuvieron lugar en el estudio n.º 3 de Abbey Road.
Nunca tocó en los Estados Unidos, aunque Arturo Toscanini y Charles Munch se lo pidieron repetidas veces. (Había tocado Bach para Toscanini en París en la década de 1930 y él comentó: "Ésta es la forma en la que Bach debería interpretarse".) Sin embargo, apareció en Australia (1957 y 1960), Argentina, la India, Israel, además de en muchos países de Europa y en la Unión Soviética, donde fue jurado en la primera Competición Internacional Chaikovsky, por invitación de David Oistrakh.
Su repertorio fue breve. Excluyó muchas obras escritas después del siglo XIX (por ejemplo los conciertos de Elgar, Sibelius, Bartók, Berg, Bloch y Walton), con la aparente única excepción del concierto de Pizzetti. Sus favoritos eran en particular "las tres B" - Bach, Beethoven y Brahms. Sus grabaciones importantes aparecieron en 1990 como "The Art of Gioconda de Vito". Incluyen un concierto doble de Bach con Yehudi Menuhin, dirigido por Anthony Bernard.
En 1949 se casó con un británico, David Bicknell, un ejecutivo de EMI, y vivió en el Reino Unido desde 1951, aunque su inglés fue siempre rudimentario y muchas veces necesitaba intérprete. Bicknell murió en 1988 y Gioconda de Vito en 1994, a los 87 años.